# Paron (Ngasem)
Paron is een bestuurslaag in het regentschap Kediri van de provincie Oost-Java, Indonesië. Paron telt 4057 inwoners (volkstelling 2010).